# Límcovka měděnková
Límcovka měděnková (Stropharia aeruginosa) je jedlá houba z čeledi límcovkovitých. Nejčastěji se vyskytuje na tlejícím dřevě jehličnatých stromů.

## Vzhled

### Makroskopický
Klobouk  je 25 - 80 milimetrů široký, v mládí polokulovitý, později ploše vyklenutý až plochý, pokrytý slizem, v němž jsou vidět bílé šupinkaté zbytky plachetky. V mládí je měděnkově zelený až modrozelený, na okraji bíle šupinkatý. Později se barva na temeni začne měnit do okrova. 
Lupeny jsou vysoké 5 - 9 milimetrů, velmi husté, v mládí bělavě okrové, v dospělosti fialově šedé až fialově hnědé. Ostří lupenů je bělavé. 
Třeň je vysoký 40 - 100 milimetrů a tlustý 4 - 10 milimetrů, zbarvený podobně jako klobouk. Je slizký a posetý drobnými bílými šupinkami. Nahoře nese prstenec, který je kožovitý, vláknitě blanitý a záhy olysává.
Dužnina klobouku je bílá, měkká, ve třeni nazelenalá. Má slabě nahořklou chuť a nepříjemnou vůni.

### Mikroskopický
Výtrusy mají vejčitě elipsoidní tvar, hladký povrch a hnědavou barvu. Výtrusy obsažené v purpurově hnědém výtrusném prachu jsou velké 7 – 9 x 4 – 5 mikrometrů.

## Výskyt
Nejhojněji se límcovka vyskytuje koncem září. Nalézt ji však můžeme od července do začátku listopadu, a to zejména na tlejícím dřevě jehličnatých stromů v lesích, parcích a na tlející slámě. Vyhledává vlhké prostředí a chudší půdy. Vyskytuje se samostatně i ve skupinkách.

## Rozšíření
Je rozšířena v celém mírném pásu severní polokoule.

## Synonyma
- Agaricus aeruginosus Curtis, Fl. Londin. 2: tab. 309 (1782)
- Pratella aeruginosa (Curtis) Gray, Nat. Arr. Brit. Pl. (London) 1: 626 (1821)
- Psilocybe aeruginosa (Curtis) Noordel., Persoonia 16(1): 128 (1995)
- Stropharia aeruginosa (Curtis) Quél., Mém. Soc. Émul. Montbéliard, Sér. 2 5: 141 (1872) f. aeruginosa
- Stropharia aeruginosa f. azafranoides Dähncke, in Dähncke, Innocenti, López Quintanilla, Bailón Casanova, Chávez Barreto & Escobio García, Cantarela 42: 1 (2009)
- Stropharia aeruginosa f. brunneola Hongo, (1965)
- Stropharia aeruginosa (Curtis) Quél., Mém. Soc. Émul. Montbéliard, Sér. 2 5: 141 (1872) var. aeruginosa
- Stropharia aeruginosa var. alpina M. Lange, Meddr Grønland, Biosc. 147(11): 63 (1955)
- Stropharia aeruginosa var. earthwormia T.X. Meng & T. Bau, in Bau & Meng, J. Fungal Res. 6(1): 25 (2008)
- Stropharia aeruginosa var. exsquamosa L. Krieg., Mycologia 19(6): 313 (1927)
- Stropharia aeruginosa var. neuquenensis M.M. Moser & Singer, Beih. Nova Hedwigia 29: 229 (1969)
- Stropharia alpina (M. Lange) M. Lange, Bot. Tidsskr. 75: 8 (1980) [2]

## Možná záměna
Může být zaměněna za límcovku modrou (Stropharia caerulea), jejíž mladé plodnice jsou často těžko odlišitelné. Límcovka modrá však nemá prstenec, nebo ve velmi málo vyvinuté formě.